# Sturmabteilung
Sturmabteilung (forkortet SA, tysk for Stormafdeling) var en halvmilitær organisation for NSDAP (det tyske nazistparti). Den spillede en central rolle i Hitlers vej til magten i 1930'erne.
SA-mænd var kendt som brunskjorter efter farven på deres uniform. Hitler havde ideen om en partiuniform fra Mussolini, som havde valgt sort. At Hitler valgte brunt, skyldtes en tilfældighed, da han købte et parti uniformer til den tyske hær i Østafrika. Uniformerne lå på lager i Sydøsttyrkiet, hvor en østriger købte dem billigt. Senere blev det også af betydning at kunne skelne dem fra de militære Schutzstaffel (SS), som gik i sort uniform.

## Historie
I München havde Hitler organiseret "ordenstropper" i 1920. De skulle være vagter ved politiske møder og genere modpartens talere. Året efter fik de navnet Sturmabteilung (forkortet SA) og under den populære Ernst Röhm blev de en stadig vigtigere del af NSDAPs magtstruktur.
Da Hermann Göring i 1933 blev indenrigsminister i Preussen, ansatte han advokaten Rudolf Diels  til at overvåge radikale kræfter. Diels var ikke nazist og satte statspolitiet ind mod SA's terror. En gang tiltvang de sig adgang til et SA-fængsel i Berlin bevæbnet med maskingeværer. Chokeret rapporterede Diels, at han i SA-fængslet fandt ca. et dusin bøller, som "arbejdede i femten minutters skift i mishandlingen af fangerne med jernstænger, gummikøller og pisk. Da vi kom, lå disse levende skeletter i rækker på snavset halm med betændte sår."  Nu blev selv Göring betænkelig over, de kræfter han slap løs, når han pralede til SA med, at "Jeg er ikke pålagt at følge loven. Mit job er at tilintetgøre og udrydde – hverken mere eller mindre." SA havde taget ham på ordet.
SS følte sig truet af Diels, trængte sig ind i i hans lejlighed, låste hans kone inde på soveværelset og ledte efter beviser for kommunistsympatier. Diels fik den ansvarlige arresteret, men Heinrich Himmler klagede til Göring og fik manden udleveret til efterforskning af SS. Diels flygtede til Tjekkoslovakiet. En måned senere var han alligevel tilbage som Gestapo-chef – Göring kan være blevet ængstelig over afsløringer om hans livsførelse. Men Diels' forargelse over SAs terror havde også gjort NSDAP-ledelsen opmærksom på, at SA var ude af kontrol.
Partileder Hitler kom til magten i 1933, da han blev valgt til Tysklands rigskansler. SA så nu sig selv som en erstatning for den tyske hær. De ambitioner førte til gnidninger med Reichswehr (landets hær efter loven), og med andre i partiledelsen, der så et indflydelsesrigt SA som en trussel mod egne ambitioner. Videre opstod der en voksende konflikt mellem Hitler og Röhm, der var optaget af arbejderklassens interesser sat op mod kapitalen og talte om en anden revolution, der skulle fuldføre den nationalsocialistiske idé, mens Hitler selv havde erklæret, at revolutionen var overstået. En del socialister (de såkaldte "bøf-nazister" (= brune udenpå, men røde indeni)) var også hoppet over til NSDAP efter at have set partiets fremgang.
Til sidst gav Hitler ordre til at eliminere ledelsen i SA. På den måde kunne han alliere sig med konservative kræfter i den tyske hær og med industriledere, som støttede partiet økonomisk, samtidig med at han styrkede sin stilling i partiet. Henrettelserne blev kendt som de lange knives nat, og man benyttede anledningen til også at rydde konservative partimodstandere af vejen. Viktor Lutze blev leder i SA til 1943, men uden Röhm blev organisationen hurtigt marginaliseret i den nazistiske magtstruktur.
Kaiserstrasse i Berlin blev under Hitler omdøbt til Strasse der SA (= SA-gade), og efter 1945 hed den Leninstrasse efter Lenin.
I sin kampsang Wir sind die braunen Soldaten (= Vi er de brune soldater)  beskrev SA sig selv som "stolte og frie, stærke og tro, men den, der træder på os, støder på granit". Det hedder i sidste vers, at "Vi slog marxisterne, rød front og pacifisterne. Hør, folk i alle stater, vor sag er hellig og rigtig."

### Ledere
- Emil Maurice (1920-21)
- Hans Ulrich Klintzsche (1921-23)
- Hermann Göring (1923)
- (Uden leder) (1923-25)
- Franz Pfeiffer von Salomon (1926-30)
- Adolf Hitler (1930-31)
- Ernst Röhm (1931-34)
- Viktor Lutze (1934-43)
- Wilhelm Scheppmann (1943-45)